# الجندية
قرية الجندية هي إحدى القرى التابعة لمركز بني مزار بمحافظة المنيا في جمهورية مصر العربية. حسب إحصاءات سنة 2006، بلغ إجمالي السكان في الجندية 17922 نسمة، منهم 8958 رجلا و8964 امرأة.